# 오스트레일리아 영화 협회
오스트레일리아 영화 협회 (AFI)는 1958년 오스트레일리아에서 활발한 영화 문화를 발전시키고 일반 대중과 오스트레일리아 영화 산업 간의 참여를 촉진하기 위한 비영리 단체로 설립되었다. 오스트레일리아 최고의 연례 영화 및 텔레비전 시상식인 AACTA 어워드 (이전 AFI 어워드)를 주최한다.

## 개요
정부 자금, 기업 후원사, 그리고 전국적으로 약 10,000명의 회원들의 지원을 받는다. 오스트레일리아의 주요 영화 산업 협회로서, AFI는 오스트레일리아 영화 및 텔레비전 산업을 홍보하고, 오스트레일리아 영화 산업이 국내외적으로 알려지고 이해되는 방식에 중심적인 역할을 한다.
1970년대에 AFI는 오스트레일리아 영화 산업을 부흥시키고 정부가 실험 영화 기금, 영화 학교, 그리고 장편 영화 제작 진흥을 위한 법인 설립에 투자하도록 설득하는 데 중요한 역할을 했다. 1976년은 1958년부터 수여되었던 AFI 어워드가 처음으로 텔레비전으로 중계된 해였다. 10년 후, 시상식에 텔레비전 부문이 추가되었다.
이 단체의 최근 중점 사항은 AFI 펠로우십 및 AFI 다큐멘터리 트레일블레이저 프로그램을 통해, 그리고 AFI 젊은 영화 배우상과 함께 오스트레일리아 영화 예술가들의 경력 개발을 돕는 것이다.
AFI는 로스앤젤레스 오스트레일리아 영화 및 텔레비전 협회와 제휴하고 있다. 2011년 8월, AFI는 자회사인 전문 조직인 오스트레일리아 영화 텔레비전 예술 아카데미를 설립했다.

## AFI 연구 컬렉션
AFI 연구 컬렉션은 중요한 비대출 전문 영화 및 텔레비전 산업 자료이다. 이 컬렉션은 RMIT 대학교의 RMIT 미디어 및 커뮤니케이션 스쿨의 후원 하에 오스트레일리아 영화 협회와 협력하여 운영된다. 이 컬렉션은 스크린 역사와 이론, 그리고 오스트레일리아 영화 분야에서 특히 강점을 보이며, 다양한 책, 저널, 영화 대본, 영화 디렉토리, 보고서 및 영화제 카탈로그를 포함한다.

## 같이 보기
- 오스트레일리아 영화
- 오스트레일리아의 문화